# Оконто (Вісконсин)
Оконто (англ. Oconto) — місто (англ. city) в США, в окрузі Оконто штату Вісконсин. Населення — 4609 осіб (2020).

## Історія
У Оконто існує Мідний Національний Парк, місце поховання індіанців. Французький єзуїт, римсько-католицький священник та місіонер, Батько Клод-Жан Аллуз служив першу месу в Оконто. Місто Оконто було засноване 1869 року.

## Географія
Оконто розташоване у гирлі річки Оконто, яка впадає в озеро Мічиган.
Оконто розташоване за координатами 44°53′29″ пн. ш. 87°52′6″ зх. д. / 44.89139° пн. ш. 87.86833° зх. д. (44.891297, -87.868431). За даними Бюро перепису населення США в 2010 році місто мало площу 19,10 км², з яких 17,75 км² — суходіл та 1,35 км² — водойми.

## Демографія

### Перепис 2010

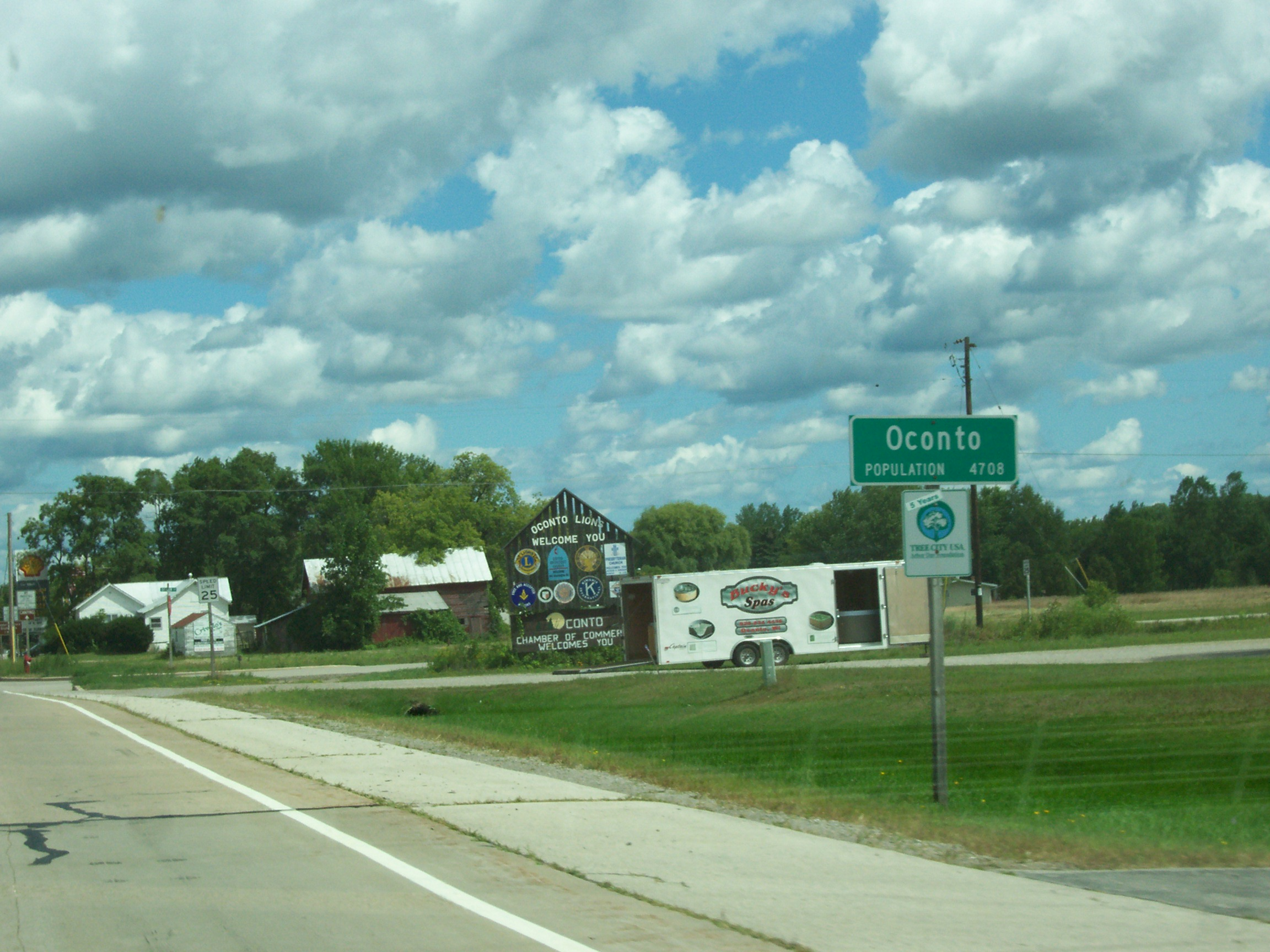
Табличка вітання на автомагістралі 41

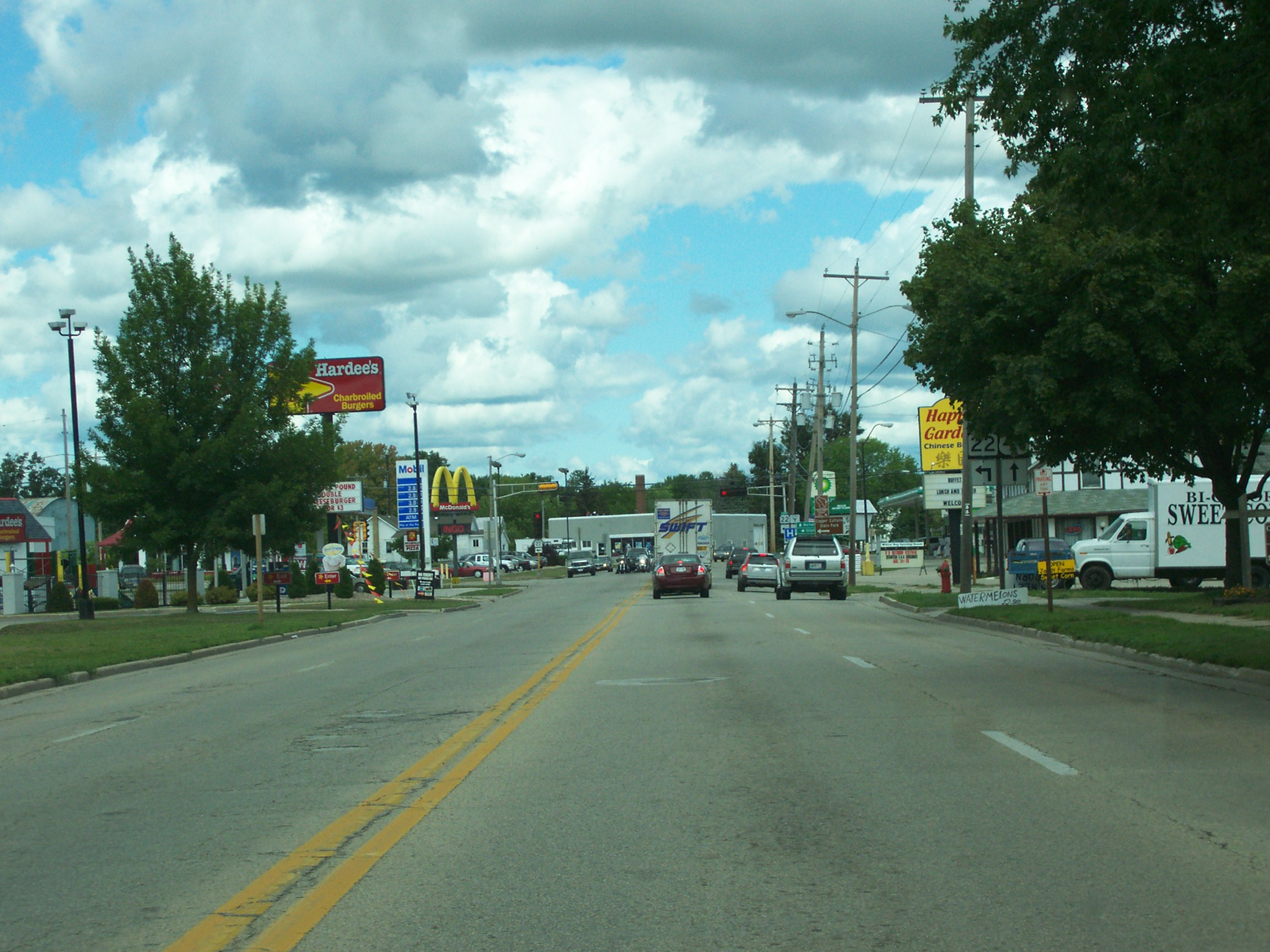
Автомагістраль 22 (Вісконсин)

Згідно з переписом 2010 року, у місті мешкало 4513 осіб у 1872 домогосподарствах у складі 1172 родин. Густота населення становила 236 осіб/км². Було 2094 помешкання (110/км²).
Расовий склад населення:
| - 96,4 % — білих - 1,1 % — корінних американців - 0,7 % — чорних або афроамериканців - 0,4 % — азіатів |

До двох чи більше рас належало 1,2 %. Частка іспаномовних становила 2,4 % від усіх жителів.
За віковим діапазоном населення розподілялося таким чином: 23,4 % — особи молодші 18 років, 60,8 % — особи у віці 18—64 років, 15,8 % — особи у віці 65 років та старші. Медіана віку мешканця становила 39,6 року. На 100 осіб жіночої статі у місті припадало 98,9 чоловіків; на 100 жінок у віці від 18 років та старших — 94,6 чоловіків також старших 18 років.
Середній дохід на одне домашнє господарство становив 55 956 доларів США (медіана — 42 563), а середній дохід на одну сім'ю — 68 987 доларів (медіана — 57 781). Медіана доходів становила 45 139 доларів для чоловіків та 35 382 долари для жінок. За межею бідності перебувало 10,3 % осіб, у тому числі 15,1 % дітей у віці до 18 років та 9,5 % осіб у віці 65 років та старших.
Цивільне працевлаштоване населення становило 2196 осіб. Основні галузі зайнятості: освіта, охорона здоров'я та соціальна допомога — 25,2 %, виробництво — 24,3 %, транспорт — 9,7 %, публічна адміністрація — 7,1 %.

### Перепис 2000
Згідно з переписом населення 2000 року в місті Оконто проживало 4708 осіб, було зареєстровано 1870 домашніх господарств і 1221 сім'я, які проживали в місті. Густина населення дорівнює 683.7 осіб на квадратну милю (263.8/км²), а також 2 040 житлових одиниць в середній щільності 296.2 на квадратну милю (114.3/км²). Расовий складу округу складається з білих 97,79 %, афроамериканців 0,02 %, корінних американців 0,85 %, азіатів 0,17 %, океанійців 0,06 %, представників інших рас 0,21 % та представників змішаних рас 0,89 %. 0,79 % мають латиноамериканське коріння, згідно з переписом 2000 року.
У Оконто було зареєстровано 1870 домашніх господарств, з яких у 33,2 % були діти молодше 18 років, 49,1 % подружніх пар проживали спільно, 11,5 % становили матері-одиначки, і відносини 34,7 % пар були узаконені.
25,8 % населення міста молодше 18 років, 8,8 % від 18 до 24, 27,8 % від 25 до 44, 21,0 % від 45 до 64, і 16,7 % старше 65 років. Середній вік становив 37 років. На 100 жінок припадали 92.2 чоловіків. На 100 жінок старше 18 років припадали 89.0 чоловіків.
Середній показник доходів для домашнього господарства в місті становив 34 589 доларів, і середній показник доходів для родини становив 43 676 доларів. У чоловіків був середній показник доходів 27 455 доларів проти 22 083 долара у жінок. Дохід на душу населення для міста становив 20 717 доларів. Приблизно 5,2 % сімей та 8,8 % населення перебували за межею бідності.
Таблиця з історичними даними перепису населення показує, що протягом XX століття чисельність населення міста Оконто практично не змінювалася.

## Освіта
У Оконто доступні такі навчальні заклади:
- Oconto Elementary School
- Oconto Literacy Charter School
- Oconto Middle School
- Oconto High School

## Бізнес
У Оконто розміщена компанія Cruisers Yachts, бренд туристичних суден, які належали KCS International. Компанія будує яхти від 30 до 58 футів завдовжки.